# Ashmore Energy International
Ashmore Energy International é uma empresa do setor de transporte e distribuição de gás natural e energia com sede em Houston, Texas. É sucessora da Prisma Energy International, que por sua vez foi criada para gerencias ativos remanescentes da Enron.